# 信號山 (聖約翰斯)

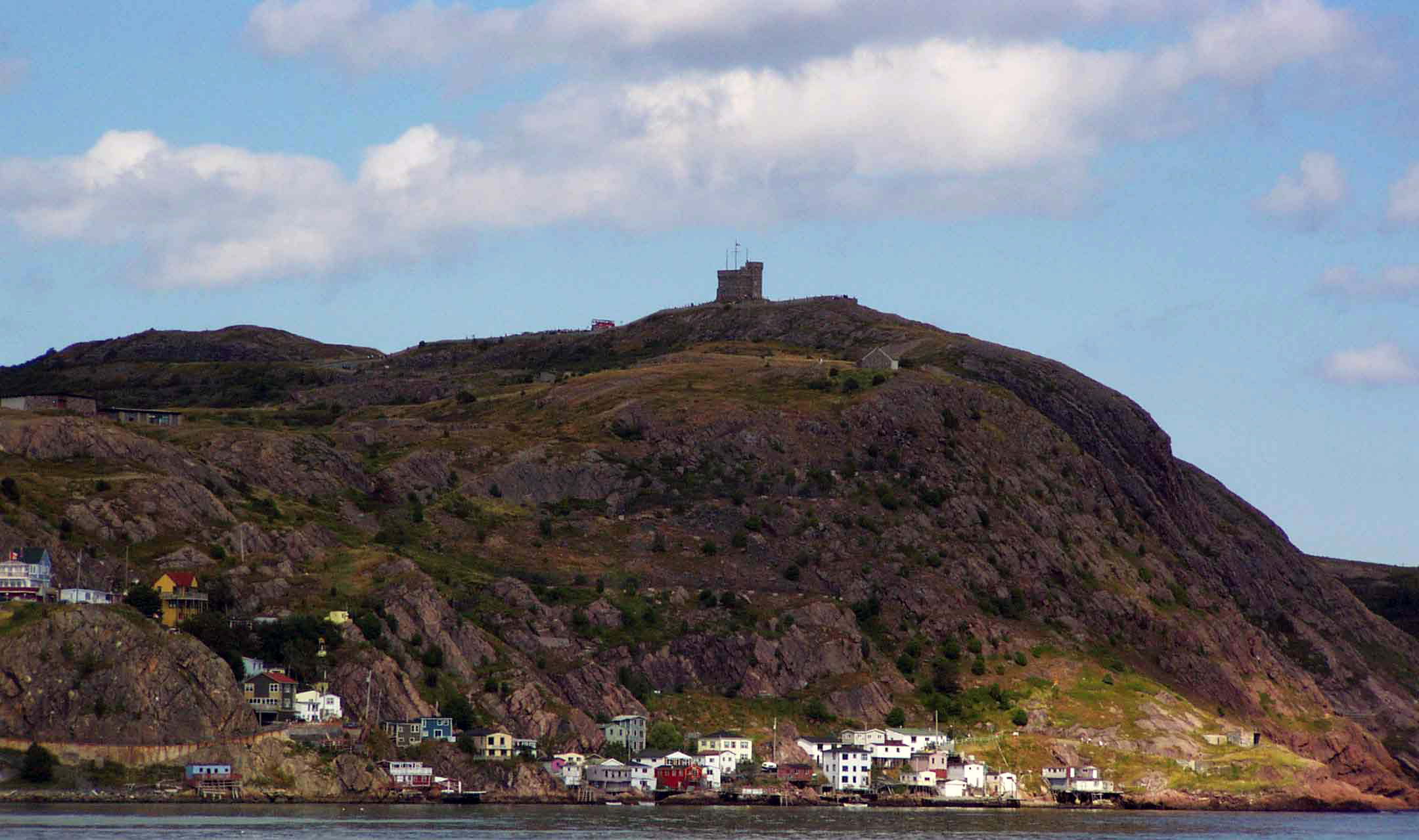

信號山（Signal Hill）是位於加拿大紐芬蘭和拉布拉多省聖約翰斯的一座山峰。因其可俯瞰海港的戰略位置，信號山自17世紀開始就成為了一座砲台。現在信號山是加拿大的國家歷史遺址。

## 外部連結
- Signal Hill National Historic Site（页面存档备份，存于） - Parks Canada
- Atlas of Canada Relief MapArchive.today的存檔，存档日期2013-01-15